# Ramillies (Schiff, 1917)
Die HMS Ramilies (Kennung: 07) war ein Schlachtschiff der Revenge-Klasse, das in den 1910er Jahren für die Royal Navy gebaut wurde.

## Geschichte
Die Ramillies – benannt nach der Schlacht bei Ramillies – wurde am 12. November 1913 auf Kiel gelegt, am 12. September 1916 vom Stapel gelassen und am 1. September 1917 für den Einsatz im 1. Schlachtgeschwader der Grand Fleet in Dienst gestellt.
Am 22. April 1918 fuhr die deutsche Hochseeflotte zum letzten Mal nach Norden, um einen Konvoi nach Norwegen abzufangen, musste aber zwei Tage später umkehren, nachdem der Schlachtkreuzer Moltke einen Motorschaden erlitten hatte. Die Grand Fleet lief am 24. November von Rosyth aus, als die Operation entdeckt wurde, konnte die Deutschen aber nicht mehr einholen. Dies war das letzte Mal vor Kriegsende, dass die Ramillies und die übrige Grand Fleet in See stachen.

### Zwischenkriegszeit
Nach dem Kriegsende wurde die Ramillies im April 1919 dem 1. Schlachtgeschwader der Atlantik-Flotte zugeteilt. Aufgrund des Griechisch-Türkischen Krieges beschloss die britische Regierung, eine Flotte in das östliche Mittelmeer zu entsenden. Daher wurde die Ramillies zusammen mit dem 1. Schlachtgeschwader im April 1920 zur Mittelmeerflotte abkommandiert. Dort nahm das Schiff im Juli 1920 an Operationen gegen türkische Nationalisten in Istanbul (damals Konstantinopel) und im Schwarzen Meer teil. Im Mai 1921 wurden das 1. und 2. Schlachtgeschwader zu einem einzigen zusammengefasst, wobei die Schiffe der Royal-Sovereign-Klasse die 1. und die Queen-Elizabeth-Klasse die 2. Division bildeten. Zum Ende des griechisch-türkische Krieg im September 1922 wurde die Ramillies erneut zur Mittelmeerflotte entsandt.
Im September 1926 wurde sie in Devonport für eine Überholung ausgemustert, am 1. März wieder in Dienst gestellt und dem 1. Schlachtgeschwader der Mittelmeerflotte zugeteilt. Dort kreuzte die Ramillies während des Wafd-Aufstands in Ägypten zusammen mit der Barham und Malaya von Dezember 1927 bis Februar 1928 entlang der westafrikanischen Küste. Im August wurde sie nach Palästina beordert, wo sie helfen sollte, die Aufstände nach dem Massaker von Hebron zu beenden. Im Juni 1932 kehrte sie in die Heimat zurück und wurde nach ihrer Ankunft für Umbauten und Überholung in Devonport ausgemustert. Nachdem die Arbeiten am 31. August 1934 abgeschlossen waren, wurde das Schiff am 17. September erneut der Mittelmeerflotte zugeteilt. Anfang 1935 wurde entschieden, zu der 1924 beschlossenen Aufteilung der Royal-Sovereign- und Queen-Elizabeth-Klasse zurückzukehren und alle Schiffe der Royal-Sovereign-Klasse in der Home Fleet und die Queen-Elizabeth-Klasse im Mittelmeer zu stationieren, wenn sich die Gelegenheit bot. So wurden die Royal Sovereign und die Ramillies zwischen April und August 1935 mit der Barham und der Valiant ausgetauscht und die Resolution und die Revenge zwischen September 1936 und Juni 1937 mit der Malaya und der Warspite. Am 31. August 1935 kollidierte die Ramillies mit dem deutschen Schiff Eisenach während eines Unwetters vor Dover. Ab Februar 1936 wurde sie als Ausbildungsschiff für Schiffsjungen eingesetzt und am 16. Juli nahm das Schiff anlässlich des 25-jährigen Thronjubiläums von George V. an der Flottenschau in Spithead teil. Am 22. Februar 1939 wurde das Schiff dem 1. Schlachtgeschwader der Mittelmeerflotte zugeteilt, kehrte jedoch bereits nach 5 Monaten wieder zurück und wurde zum 2. Schlachtgeschwader der Home Fleet abkommandiert. Dort nahm sie erneut ihre Aufgabe als Ausbildungsschiff wahr. Am 9. August beteiligte sie sich an der Flottenschau für den König vor Portland. Nach deren Abschluss wurde die Ramillies nach Alexandria abkommandiert. Auf ihrem Weg dorthin geleitete sie Konvoi RED.1. durch das Mittelmeer.

### Zweiter Weltkrieg
Am 5. Oktober wurde sie zum Geleitschutz im Nordatlantik entsandt, doch bereits einen Tag später wieder zurückbeordert und dem 1. Schlachtgeschwader der Mittelmeerflotte zugeteilt, wo sie die Malaya ersetzten sollte. Im November 1939 wurde die Ramillies dem East Indies Command unterstellt, wo sie im Golf von Aden kreuzte, um Force J bei der Suche nach der Graf Spee zu unterstützen. Anschließend wurde sie nach Neuseeland verlegt, wo sie zwei Truppentransporte von Wellington bzw. Melbourne nach Sues begleitete.

#### Mittelmeer
Aufgrund der drohenden Gefahr eines Kriegeintritts Italiens wurde die Ramillies im Mai 1940 zur Mittelmeerflotte abkommandiert und nahm an Versorgungsoperation für Malta teil. Am 15. August 1940 beschoss sie zusammen mit der Warspite, der Malaya und der Kent Bardia und Fort Capuzzo. Am 25. Oktober lief die Ramillies von Alexandria nach Port Said und geleitete Konvoi AN.5 von dort nach Piraeus. Am 4. November war die Ramillies Begleitschutz für den Konvoi MW.3 von Alexandria nach Malta und auf dem Rückweg für Konvoi ME.3. Anschließend nahm sie am Angriff auf Tarent in der Nacht vom 11. November auf den 12. November 1940 teil. Am 27. November wurde das Schiff Force H unter dem Kommando von Vizeadmiral James Somerville in Gibraltar zugeteilt.
Nachdem die Bedrohung durch die italienische Marine ausgeschaltet war, kehrte die Ramillies im Dezember in die Heimat zurück, wo sie zunächst überholt und dann ab Januar 1941 in den Nordatlantik verlegt wurde. Am 8. Februar wurde der Konvoi HX 106 von den beiden deutschen Schlachtschiffen Scharnhorst und Gneisenau gesichtet. Lütjens befahl seinen Schiffen, sich zu trennen und gleichzeitig von Norden und Süden anzugreifen, doch als die Scharnhorst um 09:58 Uhr die Ramillies in einer Entfernung von 28 km sichtete, drehten die Schiffe ab, da die Seekriegsleitung den Befehl ausgegeben hatte, jeden direkten Kampf zu vermeiden.

#### Indischer Ozean
Anfang August 1941 beabsichtigte die Admiralität, eine starke Flotte im Indischen Ozean aufzubauen, die in den Häfen von Colombo und Trincomalee stationiert werden sollte. Zunächst durch die Einwände des Premierministers auf die Royal Sovereign und die Revenge beschränkt, forderte Admiral Tom Phillips im Dezember die Entsendung dreier weiterer Schiffe, darunter die Ramillies. Trotz zahlenmäßiger Überlegenheit von 2:4 Schlachtschiffen war die Warspite dank ihrer Modernisierung als einzige in der Lage, zusammen mit den britischen Flugzeugträgern zu operieren. Dies führte dazu, dass die Ramillies sowie ihre drei Schwesterschiffe nur zum Geleitschutz eingesetzt werden konnten. Im März erhielt Admiral Somerville – Befehlshaber der Eastern Fleet – Informationen, die darauf hindeuteten, dass die japanische Kidō Butai unter dem Kommando von Nagumo Chūichi beabsichtige, Colombo anzugreifen, was ihn dazu veranlasste, seinen Stützpunkt in das Addu-Atoll auf den Malediven zu verlegen. Um den Japanern zuvorzukommen, beabsichtigte er, Nagumos Flotte bei einem nächtlichen Angriff zu vernichten. Er teilte seine Flotte in zwei Gruppen auf: Force A, bestehend aus den beiden Flugzeugträgern, der Warspite und vier Kreuzern und Force B, die sich aus der Ramillies und ihren Schwestern sowie dem Träger Hermes zusammensetzte. Nachdem er drei Tage lang erfolglos nach der japanischen Flotte gesucht hatte, kehrte Somerville zum Addu-Atoll zurück. Als Somerville am 5. April die Meldung erhielt, dass die japanische Flotte Colombo angegriffen habe, zog er die Ramillies und ihre drei Schwestern ab und verlegte sie nach Mombasa, wo sie die Schifffahrtswege im Nahen Osten und im Persischen Golf sichern sollten.

#### Madagaskar
Im April 1942 wurde die Ramillies Force F für die bevorstehende alliierte Invasion von Madagaskar zugeteilt. Nachdem das Schiff am 22. April Durban erreicht hatte, schiffte die Ramillies 50 Royal Marines ein und landete sie in der Nacht auf den 6. Mai im Hafen von Antsiranana an. Am folgenden Tag bombardierte das Schiff die französischen Küstenbatterien auf der Oronjia-Halbinsel. Das britische Kommando war vorgewarnt worden, dass die Japaner versuchen könnten einzugreifen, als am 29. Mai um 10:30 Uhr ein feindliches Wasserflugzeug beobachtet wurde. Es war von I-10, einem U-Boot-Flugzeugträger, der zum japanischen 8. U-Boot-Geschwader unter Konteradmiral Ishizaki gehörte, gestartet. Fälschlicherweise hatte das Flugzeug gemeldet, ein Schlachtschiff der Queen-Elizabeth-Klasse bei Antsiranana gesichtet zu haben. Daher starteten die Japaner ihre Kleinst-U-Boote aus einer Position etwa 16 Kilometer vor der Küste. Gegen 20:00 Uhr hatten die Boote ihre Position erreicht und feuerten ihre Torpedos ab. Kurz darauf erschütterte eine große Explosion das Schiff. Der Schwerpunkt der Explosion lag etwa bei Abteilung 39 an Backbord. Die Explosion durchschlug die Wulst- und Bodenbeplankung sowie die Panzerung auf einer Fläche von etwa 6 m Durchmesser. Es kam zu massiven Überflutungen, wobei die größten Schäden in den oberen und unteren Magazinen für die 101-mm-Geschütze an Backbord zu verzeichnen waren. Nach dem Treffer begann das Schiff 4° nach Backbord zu krängen. Durch Gegenmaßnahmen konnte die Schlagseite auf 3° reduziert werden. Durch das Umpumpen von Heizöl konnte die Krängung noch auf 1° verringert werden, sodass die Ramillies nach Durban zurückkehren konnte. Nach der für die Heimreise notwendigen Reparatur lief sie im September in Devonport ein, wo die restlichen Schäden behoben und eine weitere Überholung durchgeführt wurde. Im Juli 1943 kehrte sie zur Eastern Fleet zurück, wo sie als einziges Schlachtschiff der Royal Navy präsent war. Am 28. Dezember verließ sie den Indischen Ozean und wurde nach ihrer Rückkehr im Januar 1944 dem 2. Schlachtgeschwader der Home Fleet zugeteilt. Dort bereitete sie sich auf die bevorstehende Landung in der Normandie vor.

### Normandie
Am 4. Juni vereinigte die Ramillies sich vor Plymouth mit Force D und setzte in der Nacht vom 5. auf den 6. Juni Kurs auf Frankreich. Am 6. Juni gegen 1:20 Uhr kam die französische Küste in Sicht. Als die Ramillies gegen 5:25 Uhr ihre Angriffsposition etwa 18 Kilometer vor Le Havre erreicht hatte, begann sie unmittelbar darauf die Küstenbatterien bei Benerville-Sur-Mer zu bombardieren. Um 5:30 Uhr tauchten hinter den Rauchwolken drei deutsche Torpedoboote der 5. Torpedoboot-Flottille auf und feuerten ihre Torpedos auf die Schiffe der Alliierten. Der Ramillies gelang es, zwei Torpedos auszuweichen, doch ein dritter traf den Zerstörer Svenner, der daraufhin sank. Anschließend setzten die Schlachtschiffe die Bombardierung der Küstenbatterien fort und eliminierten die schweren deutschen Geschütze, was es den Kreuzern und Zerstörern ermöglichte, sich der Küste zu nähern, um die vorrückenden Truppen mit direktem Feuer zu unterstützen. Der Ramillies gelang es, die Geschütze bei Benerville-Sur-Mer komplett zu zerstören, sodass die Operationen Frog und Deer gestrichen werden konnten. Im Laufe der nächsten Woche bombardierten die Schlachtschiffe fortlaufend die deutschen Verteidigungsanlagen vor den britischen und kanadischen Invasionsstränden Sword, Gold und Juno.

#### Côte d’Azur
Im Juli wurde die Ramillies zusammen mit der Nevada, Arkansas, Texas und der Lorraine der Freien Französische Marine an die südfranzösische Mittelmeerküste entsandt. Dort bombardierte sie am 15. August zusammen mit der Nevada und der Texas die 380-mm-Kanonen des ehemaligen Schlachtschiffs Provence, die den Landungssektor Alpha um den Golf von St. Tropez deckten. Am 17. August wurde die Ramillies in den Sektor Sitka verlegt und bombardierte deutsche Stellungen auf der Insel Port-Cros.
Nachdem die Bodentruppen die Hälfte von Toulon befreit hatten, standen nur noch die Geschütze bei Saint-Mandrier-sur-Mer einer vollständigen Eroberung im Weg. Daher wurde beschlossen, die Festungen zu zerstören oder einzunehmen. Als die Ramillies am 25. August um 14:00 Uhr vor Porquerolles eintraf, schloss sie sich der Lorraine und einer Reihe von Kreuzern an. Zunächst herrschte Verwirrung, und die Ramillies eröffnete das Feuer erst um 16:40 Uhr, bevor ihre Ziele durch Rauch verdeckt wurden. Um 18:38 Uhr nahm sie das Feuer wieder auf und konnte mehrere feindliche Stellungen zerstören. Die Schiffe setzten die Bombardierung bis zum 28. August fort. Am 29. August ergaben sich die letzten deutschen Soldaten.

### Weiteres Schicksal
Am 31. Januar 1945 wurde die Ramillies in Portsmouth in die Reserve versetzt. Am 15. Mai, nach der deutschen Kapitulation, wurde sie teilweise abgerüstet, zu einem Kasernenschiff umgebaut und der Ausbildungseinrichtung HMS Vernon zugeteilt. Im Dezember 1947 wurde das Schiff von der Marineliste gestrichen, auf die Abwrackliste gesetzt und am 2. Februar 1948 an British Iron & Steel Corporation zum Abwracken verkauft.

## Technik
Das Schiff hatte eine Gesamtlänge von 189,20 m, eine Breite von 27 m und einen Tiefgang von 10,20 m. Die Verdrängung lag zwischen 30.060 t und 33.350 t.

### Antrieb
Die Ramilies war mit zwei Parsons-Turbinen ausgestattet, die jeweils zwei Wellen antrieben und insgesamt 40.000 Shp (30.000 kW) entwickelten, mit der sie eine Höchstgeschwindigkeit von 21,9 Knoten (40,6 km/h) erreichte. Der Dampf wurde von 18 Babcock & Wilcox Kesseln geliefert. Das Schiff konnte maximal 3.400 t Heizöl mitführen, was ihm bei 10 Knoten (19 km/h) eine Reichweite von 4200 Seemeilen (13.000 km) ermöglichte. Die Besatzung des Schiffes bestand aus 908–997 Offizieren und Mannschaft.

### Bewaffnung
Die Hauptbewaffnung bestand aus acht 381-mm-Geschützen in vier Zwillingstürmen, davon zwei vor und zwei hinter den Aufbauten mit der Bezeichnung „A“, „B“, „X“, und „Y“ (von vorn nach achtern). Die Geschütze waren auf Mk-I-Lafetten mit einem Gewicht von 782 t und einem Seitenrichtbereich von −150 bis +150 Grad montiert. Die Kanonen selbst wogen 101 t und hatten bei einer maximalen Elevation von 30° und einer Mündungsgeschwindigkeit von 732 m/s eine Reichweite von 26.520 m. Sie verschossen 871 kg schwere Granaten mit einer Kadenz von etwa zwei Schuss pro Minute. Die Sekundärbewaffnung bestand aus vierzehn 152-mm-Kanonen. Zwölf davon befanden sich in Kasematten mittschiffs, je sechs auf jeder Breitseite. Die verbliebenen zwei befanden sich auf dem Schutzdeck. Jede Kanone mit einem Gewicht von 7 t hatte bei einer maximalen Elevation von 40 Grad eine Reichweite von 12 km. Die 45 kg schweren Granate erreichten dabei eine Mündungsgeschwindigkeit von 861 m/s. Zur Verteidigung gegen Torpedoboote waren auf dem Schiff vier 47-mm-Schnellfeuergeschütze installiert und für die Flugabwehr standen zwei 76-mm-20-cwt-Schnellfeuergeschütze zur Verfügung. Außerdem war das Schiff mit vier 533-mm-Unterwasser-Torpedorohren ausgestattet.

### Sensoren, Feuerleitanlage
Das Schiff war mit zwei Feuerleitrechnern ausgestattet, von denen sich einer über dem Kommandoturm und der andere im Ausguck des Fockmasts befand. Der Feuerleitrechner im Ausguck wurde ab 1931 und der Feuerleitrechner über dem Kommandoturm ab 1938 durch ein Steilwinkel-Feuerleitsystem für die Flugabwehr zur automatischen Zielverfolgung (High Angle Control System, HACS) ersetzt. Bis 1945 erhielt das Schiff für die Hauptbewaffnung ein Typ-284-Feuerleitradar mit einer Wellenlänge von 50 cm und einer Reichweite von 10 Seemeilen (18,5 km). Für die Sekundärbewaffnung stand ein Feuerleitradar Typ 285 zur Verfügung. Dieses hatte eine Wellenlänge von 50 cm und eine Bandbreite von 18° horizontal und 43° vertikal. Die Reichweite betrug 8,5 Seemeilen (16 km).

### Panzerung
Die Schiff hatte einen Panzergürtel aus Krupp-Zementstahl. Er erstreckte sich von der A-Barbette bis zur Y-Barbette und war mittschiffs 330 mm dick. Davor und dahinter verjüngte er sich auf 102 mm. Darüber verlief ein 152 mm dicker Plankengang, der sich von der A-Barbette bis zur X-Barbette erstreckte und in 152-mm-Querschotten endete. Die Geschütztürme waren mit 279–330-mm-Panzerung an den Seiten und mit 127 mm auf dem Dach geschützt. Die Barbetten waren über dem Oberdeck 152–254 mm dick und darunter 101–152 mm. Die Deckspanzerung war ähnlich wie bei der Queen-Elizabeth-Klasse mit einer zusätzlichen 51-mm-Deckspanzerung auf dem Hauptgürtel in Höhe des Hauptdecks ausgestattet. Der Kommandoturm war rundherum mit 330 mm gepanzert und hatte ein 76 mm dickes Dach. Der hintere Kommandoturm war rundherum mit 152 mm geschützt. Zum Schutz gegen Unterwasserexplosionen war das Schiff mit 38 mm-Torpedoschotten ausgestattet, die vom vorderen bis zum hinteren Magazin verliefen.